# タイトルバー

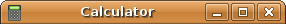
Linuxディストリビューションのひとつ、Ubuntu上のGNOMEにおける電卓アプリのタイトルバー

タイトルバー（英: title bar）とは、ウィンドウシステムにおけるウィンドウの最上部に設置されている横長の矩形領域（バー）のことである。

## 概要
グラフィカルユーザーインターフェイス (GUI) を持つオペレーティングシステム (OS) やウィンドウマネージャの大部分では、アプリケーションウィンドウやダイアログボックスの最上部に横長のタイトルバーがある。主に各ウィンドウの内容をテキストで表示して区別したり、「閉じる」「最小化」「最大化」のようなシステムコマンドボタンを表示したりするために使用される。デフォルトのタイトルバーの描画（レンダリング）は、各アプリケーションではなくウィンドウシステムが担うが、アプリケーションが独自に描画処理をカスタマイズすることができるウィンドウシステムもある。
テキストエディタや画像ビューアなどでは、編集中または閲覧中のファイルの名前をタイトルバーに表示していることが多い。またSingle Document Interface (SDI) 形式のアプリケーションでは、ファイル名の前か後ろにアプリケーション名が付けられていることが多い。Multiple Document Interface (MDI) 形式のアプリケーションでは、子ウィンドウにドキュメントのタイトルを表示し、親ウィンドウにアクティブなドキュメントのタイトルとアプリケーション名を併せて表示していることが多い。ドキュメントに編集が加えられていて、まだ保存されていない場合、タイトルバーにはダーティフラグが立っていることを意味するアスタリスク（*）が表示されることもある。タブブラウザが主流となる前のウェブブラウザでは、表示しているウェブページのHTML要素のうち title 要素の内容を表示していることが多かった。
なお、Microsoft Windowsではタイトルバーと呼ばれるのが一般的だが、「キャプション バー」という用語を使っているドキュメントもある。
macOSでも一般的にタイトルバーと呼ばれているが、「ツール バー」という用語が使われる場合もある
。
ChromeOSでは、各アプリウィンドウの上部に表示されるバーにはタイトル文字列は表示されず、「ウィンドウコントロールバー」や「トップバー」といった名称が使われる。

## 特徴

### タイトル
大抵のOSやアプリケーションでは、ウィンドウのタイトルバーに何らかのタイトル文字列を表示させている。
アプリケーションのメインウィンドウなど、トップレベルウィンドウのタイトルには、アプリケーション名やそのメーカー名が表示されていることが多い。アプリケーションを実行しているホスト名が表示されていることもある。
ダイアログウィンドウのタイトルには、ダイアログに表示されている内容に直接関連した文字列が表示されることもある。
Windowsでは、基本的にトップレベルウィンドウのタイトルとタスクバーボタンのタイトルは連動している。

### 機能
タイトルバーには、そのウィンドウに対する基本命令のスイッチを担うシステム標準ボタンが付けられていることが多い。例えばウィンドウを閉じるためのボタンがその代表である。
Microsoft Windowsでは、主要なシステムボタンは右端に配置されている（LTR言語の場合）。詳細は後述。
macOSでは、システムボタンは左端に配置されている。
ChromeOSでは、主要なシステムボタンは右端に配置されているが、Androidの戻るボタン（Backボタン）に相当する矢印ボタン「←」が左端に配置されている。
他にも、Microsoft Visual Studio 2012以降のように、タイトルバー上に検索ボックスが設けられていたりすることもある。

#### ウィンドウの移動とリサイズ
macOSやMicrosoft Windowsを含む、多くのウィンドウシステムでは、タイトルバーをドラッグすることで、ウィンドウの位置を移動できるようになっている。また、縁の部分をドラッグするとリサイズできる（リサイズ可能なウィンドウの場合）。
Windows 7以降では、Aeroスナップによりドラッグ操作でもウィンドウの最大化や整列ができるようになっている。
タイトルバーをダブルクリックしたときの動作は環境によって異なる。Windowsでは「最大化」／「元に戻す」のトグル動作をする。macOSでは、従来はDockに格納される動作（Windowsでの「最小化」に相当）をしていたが、OS X Yosemite (10.10) からはDockの設定で格納（しまう）動作のON/OFFをチェックボックスで切り替えることができるようになった（OFFにすると拡大／縮小動作になるが、この「拡大」はWindowsでの「最大化」とは異なる）。OS X El Capitan (10.11) からはデフォルトで拡大／縮小動作となり、Dockの設定で「しまう」と「拡大／縮小」のほか、何もしないパターンの3種類から選択することができるようになった。

## 各環境における詳細

### Microsoft Windows
Windowsの場合、タイトルバーには基本的なシステムコマンドを実行できるボタンとして、「最小化」・「最大化」／「元に戻す」・「閉じる」ボタンが端に備えられており、各ボタンにマウスオーバーするとツールチップが表示される。これらのボタンは、ウィンドウによっては表示されていない場合や無効になっていて使用できない場合もある。最小化ボタンと最大化ボタンはそれぞれ個別に無効化することはできるが、個別に非表示とすることはできない。両方を無効化すると非表示になる。モーダルダイアログは、そのダイアログを閉じない限り他のウィンドウの操作ができないので、最小化ボタンが表示されることはあっても有効化されることはない（ダイアログベースのアプリケーションを除く）。モーダルダイアログでシンプルなメッセージや選択肢を表示するだけの場合は、ウィンドウのリサイズが禁止されていることも多く、通常は閉じるボタンのみが表示されるか、あるいは一切表示されないこともある。Windows Presentation Foundation (WPF) やWindows UI Library (WinUI) のドキュメントでは、これら3つのボタンはまとめて「キャプション ボタン」と呼ばれている。
Windowsでは、タイトルバーを右クリックすると、ウィンドウメニュー（システムメニュー）と呼ばれるコンテキストメニューが表示される。このメニューには上記のボタンと同等の機能を持つシステムコマンドが配置されている。ウィンドウメニューにはアプリケーション固有のコマンドを登録することもできる。
Windows 95以降では、Marlettというシステムフォントがインストールされており、タイトルバー上の各ボタンのアイコンはこのフォントに含まれる特殊なグリフを使用して描画されていた。Windows XPで採用されたビジュアルスタイル（Luna）では、このフォントは使わずに描画されるようになっている。
なお、英語や日本語のように左から右に書くLTR言語の場合、キャプションボタン群は右端に配置されるが、アラビア語のように右から左に書くRTL言語の場合、キャプションボタン群は左端に配置される。3つのキャプションボタンの並びの順序も逆になる。以下ではLTR言語を基準に記述する。

#### キャプション ボタン
この節では便宜上、WPF/WinUIのドキュメントにならい、最小化・最大化／元に戻す・閉じるボタンをまとめて「キャプション ボタン」と呼ぶものとする。

##### 最小化ボタン
最小化ボタンは、左の方にある。このボタンを押すとウィンドウがタスクバーボタンに格納される。アンダースコアやマイナス記号に似たアイコンが使われている。

##### 最大化／元に戻すボタン
最大化／元に戻すボタンは、中間にある。条件によって名称と機能が変わるトグルボタンになっている。
- 最大化ボタン

ウィンドウが通常の状態（移動できる状態）の場合はこちらになる。このボタンを押すとウィンドウがデスクトップ全体に広がる（全画面表示とは異なり、タスクバー領域は占有しない）。単一の四角形のアイコンが使われている。
- 元に戻すボタン

ウィンドウが最大表示になっている場合はこちらになる。このボタンを押すとウィンドウが通常の状態（移動できる状態）になる。ツールヒントとしては、日本語版では「元に戻す (縮小)」と表示される。2つの四角形を重ね合わせたデザインのアイコンが使われている。

##### 閉じるボタン
閉じるボタンは、右の方にある。このボタンを押すとウィンドウが閉じる。メインウィンドウの場合はアプリケーションが終了するが、常駐アプリの場合は終了せず、システムトレイに格納されるだけの場合もある。「×」マークのアイコンが使われている。

#### その他のボタン

##### ヘルプボタン
ヘルプボタンは、キャプションボタンのすぐ左に配置されている場合が多い。「？」マークのアイコンが使われている。Microsoft WinHelpあるいはMicrosoft Compiled HTML Helpなどのヘルプシステムと連動しており、このボタンを押すと、状況に応じて適するヘルプ（コンテキストヘルプ）が見られる。Windows XPまでは特にプロパティ関連のダイアログボックスなどに備えられていたが、WinHelpの非推奨化に伴い、段階的に廃止が進んだ。Windows Vistaまではデバイスのプロパティダイアログに表示されていたが、Windows 7では表示されなくなった。
Microsoft Officeにおけるダイアログボックスでは昔から継続して配置されている。Microsoft Office 2013以降の中では完全に復活を遂げた。

#### アプリケーションのアイコン
デスクトップアプリに限り、タイトルバーの左端にアプリのアイコンが表示される。このアイコンを、シングルクリックするとシステムメニュー（コンテキストメニュー）が表示され、ダブルクリックするとウィンドウを閉じることができる。

#### Microsoft Office ボタン
Microsoft Office 2007で導入されたボタン。ツールヒントとしては「Office ボタン」と表示され、併せてF1キーで起動できるヘルプに関する説明なども表示される。ほぼ同時期にリリースされたWindows Vistaのスタートボタンと似たデザインで、円形となっている。従来の「ファイル」メニューの代わりをし、アプリケーションのアイコンが表示される場所に配置されている。ファイルオープン・新規作成・保存・印刷などのドキュメント操作や、アプリ設定、アプリ終了などのコマンドが配置されている。Office 2010以降では、「ファイル」タブに変更され、Officeボタン自体は廃止された。
Officeボタンはもともと「Office Fluent UI」デザインの一環としてリボンUIとともに導入されたものだが、Visual Studio 2008 SP1で追加されたMFC Feature Packなどのライブラリを使うと、類似のボタンを実装したアプリケーションを開発できる。

### macOS
macOSの場合、タイトルバーのボタンとして、「ウインドウを閉じる」・「しまう」・「フルスクリーン」／「フルスクリーンを解除」ボタンが左端に備えられており、各ボタンにマウスオーバーすることでボタンの機能を示すアイコンが表示される。これらのボタンは、ウインドウによっては表示されていない場合や無効になっていて使用できない場合もある。macOSの仕様により閉じるボタンを押してもアプリケーションを終了させることはできず、メニューバーのアプリケーションメニューから終了させる必要がある。
タイトルバーの右クリックはサードパーティなど一部のアプリケーションが対応しており、Windowsのようにウインドウの制御を行うためのコンテキストメニューは表示されない。

#### ウインドウボタン
この節ではタイトルバー左端に表示される3色の各ボタンについて解説する。

##### ウインドウを閉じる ボタン
ウインドウを閉じるボタンは、左側にある赤色のボタンである。このボタンを押すとウインドウが閉じる。macOSの場合は仕様によりアプリケーションを終了するためのボタンとしては機能せず、ウインドウを閉じるためのボタンになっている。「×」マークのアイコンが使われている。

##### しまう ボタン
しまうボタンは、中間にある黄色のボタンである。このボタンを押すとウインドウがDockに格納される。アンダースコアやマイナス記号に似たアイコンが使われている。

##### フルスクリーン／フルスクリーンを解除 ボタン
フルスクリーン／フルスクリーンを解除ボタンは、右側にある緑色のボタンである。条件によって名称と機能が変わるトグルボタンになっている。
- フルスクリーン ボタン

ウインドウが通常の状態（移動できる状態）の場合はこちらになる。このボタンを押すとウインドウが全画面表示になる。
- フルスクリーンを解除 ボタン

ウインドウが全画面表示になっている場合はこちらになる。このボタンを押すとウインドウが通常の状態（移動できる状態）になる。
- 拡大ボタン

オプションキー⌥ optionを押したままマウスオーバーすることにより拡大ボタンに切り替わる。このボタンを押すとWindowsの最大化に似た（全画面表示ではない）拡大表示を使用することができる。プラス記号に似たアイコンが使われている。
- 縮小ボタン

オプションキー⌥ optionを押したままマウスオーバーすることにより縮小ボタンに切り替わる。ボタンのアイコンは変わらないがこのボタンを押すことで拡大機能を解除しウィンドウのサイズを元のサイズに戻すことができる。

### その他
macOS Monterey以降ではScreen Sharing機能により、画面収録機能でウインドウのキャプチャが行われている場合に限りタイトルバーのボタンが紫色の表示になる。